# Leucostele atacamensis

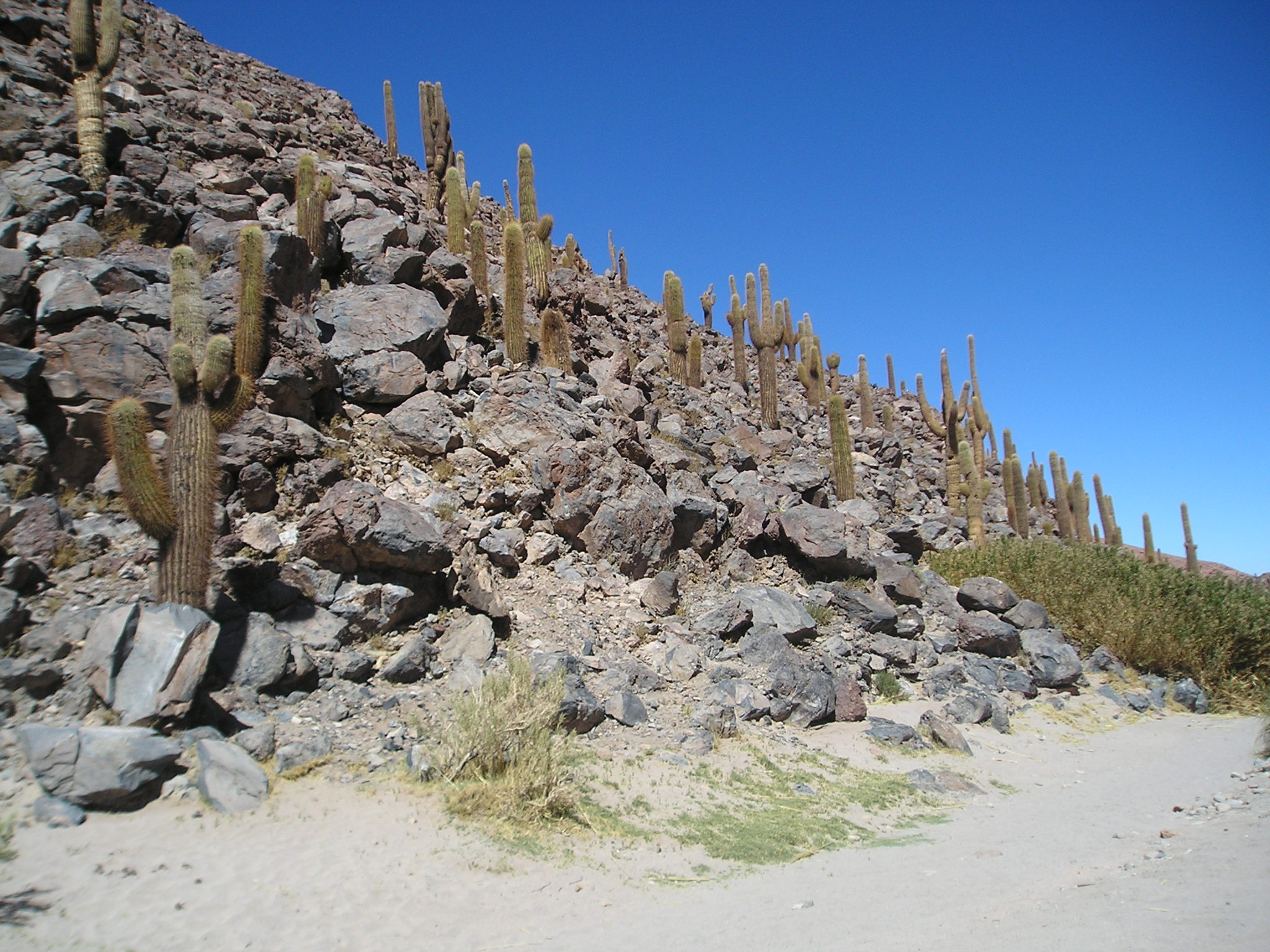
Dichter Bestand in Chile

Leucostele atacamensis ist eine Pflanzenart aus der Gattung Leucostele in der Familie der Kakteengewächse (Cactaceae). Das Artepitheton atacamensis verweist auf das Vorkommen der Art in höheren Gebirgslagen der chilenischen Region Atacama. Spanische Trivialnamen sind „Cardón“, „Cardón Grande“, „Cavul“ und „Pasakana“.

## Beschreibung
Leucostele atacamensis wächst baumförmig, verzweigt gelegentlich kandelaberförmig 1,5 bis 3 Meter über der Bodenoberfläche und erreicht Wuchshöhen von bis zu 10 Metern (selten bis zu 15 Meter). Die zylindrischen Triebe weisen Durchmesser von 25 bis 40 Zentimeter (selten bis 60 Zentimeter) auf. Es sind 20 bis 30 (selten bis zu 40) Rippen vorhanden. Die darauf befindlichen kreisrunden Areolen weisen einen Durchmesser von bis zu 2 Zentimeter auf und werden mit zunehmendem Alter größer. Bei jüngeren Pflanzen sind die gelblichen bis honigfarbenen Dornen kräftig nadelig bis pfriemlich und bis zu 10 Zentimeter (selten bis zu 15 Zentimeter) lang. Die zwei bis vier (selten bis acht) Mitteldornen lassen sich nicht immer deutlich von den Randdornen unterscheiden. Die zehn bis 15 oder mehr Randdornen sind unregelmäßig ausgebreitet. Bei älteren Pflanzen werden die Dornen zunehmend dünner, bis sie schließlich borsten- oder haarartig sind. Es sind dann bis zu 50 (selten bis zu 100), bis zu 25 Zentimeter lange Dornen vorhanden, die sich nicht in Mittel- und Randdornen unterscheiden lassen.
Die breit trichterförmigen, weißen und gelegentlich rosa überhauchten Blüten erscheinen seitlich im oberen Drittel der Triebe. Sie sind am Tag und in der Nacht geöffnet. Die Blüten sind 10 bis 14 Zentimeter lang. Die kugelförmigen, dunkelgrünen Früchte sind dicht mit Haaren besetzt. Sie sind essbar und weisen einen Durchmesser von bis zu 5 Zentimeter auf.

## Verbreitung, Systematik und Gefährdung
Leucostele atacamensis ist im Nordosten von Chile, im Südwesten von Bolivien und im Norden von Argentinien in Höhenlagen von 1700 bis 3900 Metern verbreitet.
Die Erstbeschreibung als Cereus atacamensis durch Rudolph Amandus Philippi wurde 1860 veröffentlicht. Boris O. Schlumpberger stellte die Art 2012 in die Gattung Leucostele. Weitere nomenklatorische Synonyme sind Trichocereus atacamensis (Phil.) W.T.Marshall (1941), Helianthocereus atacamensis (Phil.) Backeb. (1959) und Echinopsis atacamensis (Phil.) H.Friedrich & G.D.Rowley (1974).
Unterarten
Es werden folgende Unterarten unterschieden:
- Leucostele atacamensis subsp. atacamensis
- Leucostele atacamensis subsp. pasacana (F.A.C.Weber ex Rümpler) Schlumpb.

Leucostele atacamensis subsp. atacamensis

Die Unterart ist im Nordosten von Chile sowie im bolivianischen Departamento Potosí in Höhenlagen von 2500 bis 3800 Metern verbreitet. Die Triebe sind meist nicht verzweigt und bis zu 6 Meter hoch. Die Bedornung ist sehr dicht, so dass die Epidermis häufig kaum sichtbar ist.
Leucostele atacamensis subsp. pasacana

Die Erstbeschreibung als Pilocereus pasacanus durch Theodor Rümpler wurde 1886 veröffentlicht. Boris O. Schlumpberger stellte die Art 2021 als Unterart zu Leucostele atacamensis. Sie ist in den argentinischen Provinzen Salta, Jujuy, Catamarca und Tucumán sowie eventuell im Südwesten von Bolivien in den Ebenen und Hängen der Präpuna in Höhenlagen von 2500 bis 3000 Metern (selten bis zu 3500 Meter) verbreitet. Die Unterart wächst meist kandelaberartig verzweigt und ist bis zu 10 Meter (selten bis zu 15 Meter) hoch. Die Seitentriebe sind in der Regel kürzer als der Haupttrieb und die Bedornung ist etwas offener als bei Leucostele atacamensis subsp. atacamensis.
In der Roten Liste gefährdeter Arten der IUCN wird die Art als „Near Threatened (NT)“, d. h. als gering gefährdet geführt.

## Nutzung
Das Holz von Leucostele atacamensis wurde früher als Baumaterial sowie für Möbel und Täfelungen verwendet. Manchmal wurde es als Brennmaterial genutzt. Heute werden daraus Souvenire gefertigt. Die Früchte werden lokal als Obst angeboten und getrocknet verwendet.

## Nachweise

## Weiterführende Literatur
- Boris O. Schlumpberger, Ernesto I. Badano: Diversity of floral visitors to Echinopsis atacamensis ssp. pasacana (Cactaceae). In: Haseltonia. Nummer 11, Cactus and Succulent Society of America, 2005, S. 18–26 (doi:10.2985/1070-0048(2005)11[18:DOFVTE]2.0.CO;2).